# Надежда Чернова
Надежда Чернова е съветска казахска поетеса, журналистка, литературна критичка и преводачка.

## Биография и творчество
Надежда Михайловна Чернова е роден на 15 януари 1947 г. в Баянаул, Павлодарска област, Казахска ССР, СССР. Фамилията ѝ се е преселила от Украйна в Казахстан по време на Сталипинската аграрна реформа за оземляване на селяните. Прекарва детството си в Семипалатинск. Насочва се към поезията под влияние на баща си, който е почитател на Александър Пушкин. Започва да съчинява стихове на 10-годишна възраст, а на 15-годишна възраст стихотворението ѝ „Слънцето“ е публикувано във вестниците „Ленинска Смена“ и „Казахстанская правда“.
Завършва Факултета по журналистика на Казахския държавен университет. След дипломирането си работи на различни позиции в Семипалатинската комисия по радио и телевизия, и като редактор на издателство „Жалин“ и в републиканския младежки вестник „Ленинская Смена“. После, продължение на 25 години до 2006 г., работи и ръководи отдела за проза на списание „Просто́р“. В него активно допринася за откриването на нови имена в казахската литература. Там се запознава с известни личности в областта на литературата: писателите Морис Симашко, Виктор Василиев, Анатолий Ким, поета Илияс Есенберлин, изкуствоведа Михаил Пак, и др. Заедно с работа си започва да пише поезия.
Първият ѝ сборник с поезия „Возраст августа“ е публикуван през 1978 г. Той е нейна своеобразна декларация за любов към родината, към Иртиш, към степта с нейната особена красота, с детството прекарано в планината Баянаул, с дъха на живота, радостта от срещите и приятните спомени.
Вдъхновена от успеха, тя търси изразителни средства, за да предаде мислите и настроението си на читателя. В следващите години излизат сборниците „Цветущий саксаул“, „Скалы Баянаула“, „Помню“, а през 1996 г. и колекцията от стихотворения и проза „На два голоса“ посветен на руския поет Олег Постников.
Темата за историята и паметта е една от основните теми в творчеството ѝ. Тя включва мотиви от народни приказки, стари песни, и легенди. Цикълът „Джейранья степь“ включен в сборника „Помню“ от 1982 г. изцяло е базиран на исторически фолклорен материал. Стиховете ѝ има живоутвърждаваща нотка, оптимизъм – от очарованието на боровете, от вкусът на узряващите пъпеши, от слънчевата топла вода. Успява да намери много източници на красиви моменти и човешки радости.
Стиховете ѝ са преведени на много езици по света. Тя прави преводи главно от казахски, български, френски и други езици.
Член е на Съюза на писателите на Казахстан. За 15-годишнината от независимостта на републиката е удостоена с орден „Курмет“.

## Произведения

### Сборници поезия
- Возраст августа (1978)
- Цветущий саксаул (1979)
- Скалы Баянаула (1979)
- Помню (1982)
- Кочевница-жизнь (1986)
- Бродячие сюжеты (1988)
- Только о любви ()
- На два голоса (1996)
- Солнцеворот (2002) – ретроспективен сборник
- Огнецвет (2004)
- Картины Бытия (2009)

### Проза
- Я знаю – мир нежен и вечен... () – за казахстанския поет Алексей Брусиловски
- Небесный дом (2006)
- Мороз-трава (2009)
- Кудыкины горы (2016)

### Повести
- Великие скитания ()